# Mario Michel
Mario F. Michel (n. 1960) es un destacado abogado y político de Santa Lucía, una pequeña isla del Caribe ubicada al norte de Venezuela. Michel cursó sus estudios de Economía, Historia y Derecho en la Universidad de las Indias Occidentales en Cave Hill, Barbados, para luego tomar una especialización en la Escuela de Leyes Hugh Wooding de Trinidad y Tobago. En 1990 abrió su propio despacho de abogados, Michel & Company, hasta ser elegido por primera vez al Parlamento en las elecciones de 1997 representando al distrito de Gros Islet. Tras las elecciones del 3 de diciembre de 2001 Michel fue reelegido representando al Partido Laborista. Desde 1997 formó parte del gabinete del primer ministro Kenneth Anthony ocupando el Ministerio de Educación, Desarrollo de Recursos Humanos, Juventud y Deportes y el cargo de Vice primer ministro.

## Enlaces relacionados
- Partido Laborista de Santa Lucía
- Política y gobierno de Santa Lucía